# Charles Asgill (1762-1823)
Pour les articles homonymes, voir Charles Asgill et Asgill.
Charles Asgill, 2e baronnet, né le 6 avril 1762 à Londres (Angleterre) et mort le 23 juillet 1823 dans la même ville, est un général ayant servi le Royaume de Grande-Bretagne puis le Royaume-Uni de Grande-Bretagne et d'Irlande. Il est le fils du banquier d'affaires Charles Asgill.